# Wennekerpand
Het Wennekerpand is een cultureel verzamelgebouw met een kleine theaterzaal met 204 zitplaatsen in Schiedam.
Theater aan de Schie, welke op vijf minuten loopafstand van het Wennekerpand ligt, gebruikt de kleine zaal voor voorstellingen.